# Школа Восточной Финляндии
Школа Восточной Финляндии (фин. Itä-Suomen suomalais-venäläinen koulu, ISK) — единственная в Финляндии школа со специализацией на русском языке за пределами столичного региона. Отделения школы располагаются в трёх городах в Южной и Северной Карелии: Йоэнсуу, Лаппеэнранте и Иматре. Школа была основана в 1997 году, чтобы поддерживать и развивать русский язык и русскую культуру и развивать контакты с Россией в Восточной Финляндии. Деятельность школы поддерживает Министерство образования и культуры Финляндии и Фонд Школы Восточной Финляндии. Основной язык обучения финский, кроме которого несколько предметов преподается на русском языке. В ШВФ возможно изучать русский и финский язык как родной. Образование осуществляется на всех ступенях среднего образования: в подготовительном классе, основной школе (девять классов) и гимназии. Обучение в средней школе и гимназии, как и других школах Финляндии, бесплатно.

## История
Школа Восточной Финляндии была основана в 1997, в это время преподавание велось только в 5-9 классах основной школы. Отделения были открыты сразу в трёх городах: в Йоэнсуу, Лаппеэнранте и Иматрее. Чтобы обеспечить преемственность в преподавании русского языка, при школе в 2002 году была открыта гимназия. В 2006 году по предложению Министерства образования и культуры руководство Школы Восточной Финляндии решило осуществлять полный цикл обучения по программам основной школы, так как в регионе ощущается большой спрос на специалистов по русскому языку и русской культуре. Осенью 2009 года при школе в Йоэнсуу начал работать подготовительный класс, и уже через год такие классы открылись в Иматре и Лаппеэнранте. В конце 2010 года ШВФ получила награду от финляндского Союза преподавателей иностранных языков. В 2012 году в ШВФ началось преподавание карельского языка в качестве факультативного предмета на всех ступенях образования, в том числе и дистанционно. Таким образом ШВФ стала первой средней школой в Финляндии, в которой преподается карельский язык.

## Обучение
ШВФ соблюдает нормы государственного образовательного стандарта Финляндии и при этом предлагает больше учебных часов на обучение языкам, чем обычные муниципальные школы. ШВФ активно участвует в совместных проектах с Россией, в том числе организует учебные поездки в Россию. Декларируемые школой ценности — мультикультурализм, предприимчивость и толерантность. Обучение в Школе Восточной Финляндии можно начать с подготовительного или первого класса. Кроме того, в Йоэнсуу и Иматре можно поступить ещё и в пятый класс.

### Подготовительный класс
В подготовительном классе Школы Восточной Финляндии дети привыкают к школьной обстановке, адаптируются к классно-урочной системе и получают необходимые навыки для последующего обучения в основной школе. Расписание состоит из четырёх уроков ежедневно. Занятия проходят в игровой форме и дают возможность познакомиться с русским и финским языком и культурой. В класс могут поступить как финские, так и русские дети, потому что в обучении используется оба языка. ШВФ организует группы продлённого дня и разные двуязычные кружки для дошкольников и учеников первого—второго класса.

### Основная школа (классы 1—9)
Основной язык обучения финский, однако некоторые предметы преподаются на русском языке. Все ученики изучают русский язык либо как иностранный, либо как родной. Русскоязычные ученики могут рассчитывать на помощь на родном языке во время уроков. Кроме этого, школа предлагает дополнительное обучение по финскому языку для учеников-иммигрантов. Как в других школах Финляндии, преподавание английского языка начинается в третьем классе, а шведского — в седьмом классе. С восьмого класса возможно изучать и другие иностранные языки — французский, испанский или немецкий язык. Выбор факультативных языков зависит от отделения школы. Школу посещает множество школьных групп и делегаций из России и других стран. Кроме этого, школа регулярно организует учебные поездки в Россию: в Санкт-Петербург, Москву, Петрозаводск, Выборг или Светогорск (в зависимости от отделений), причём дети гостят в русских семьях.

### Гимназия
В гимназию (фин. lukio) могут поступать выпускники основной школы, изучавшие русский язык как основной иностранный язык. Кроме того, на гимназической ступени могут учиться русскоговорящие ученики и недавние иммигранты, хотя бы немного знающие финский язык. Ученики других школ для поступления в гимназию ШВФ должны сдать вступительный экзамен. Гимназическая ступень ШВФ работает во всех трёх городах при партнерских гимназиях: при Лицее (фин. Lyseo) Лаппеэнранты, при гимназии Нормальной школы Йоэнсуу (фин. Normaalikoulu) и при общеобразовательном лицее Иматры. Студенты ШВФ учатся в отдельных группах на уроках русского языка, русской культуры и других профильных предметов. По остальным предметам они проходят обучение в группах гимназии-партнёра. У гимназистов есть возможность пройти стажировку в МГУ, СПбГУ и РГПУ им. Герцена в течение 1-2 недель. Декларируемая цель гимназии — повысить степень владения русским языком, дать широкие знания в области русской культуры и привить готовность к активной самостоятельной жизни. Кроме этого, гимназия даёт студентам возможность продолжать учёбу в вузах. По результатам рейтингования, учитывающего главным образом результаты единых выпускных экзаменов 2013 года, гимназия школы Восточной Финляндии находилась на 320 месте (из 397) по рейтингу телеканала MTV3 и на 288 (из 448), по версии государственной телерадиокомпании YLE. В 2014 результаты выпускников были выше, что позволило Школе Восточной Финляндии подняться в рейтинге и войти в список 150 лучших гимназий страны  (фин.).

## Руководство
- Генеральный директор:

- Директора отделений:
  - Директор отделения в Лаппеэнранте:
  - Директор школы в Иматре:
  - Директор школы в Йоэнсуу: Мари Килпеляйнен